# Ipallage
L'ipàllage (dal greco hypallagē, «sostituzione», derivato da hypallássō, «cambio») è una figura retorica che consiste nel riferire grammaticalmente una parte della frase a una parte diversa da quella a cui dovrebbe riferirsi semanticamente.
In genere la parte del discorso su cui avviene lo spostamento è l'aggettivo, che viene attribuito a un sostantivo diverso da quello a cui il suo significato lo dovrebbe legare: in questo caso si parla anche di enallage dell'aggettivo. La parte del discorso a cui andrebbe riferito l'aggettivo può essere presente nella frase, o può essere implicita.
Esempi:
Altae moenia Romae («le mura dell'alta Roma», invece di «le alte mura di Roma»)

(Virgilio, Eneide, I, 7)
...gemina teguntur / lumina nocte ("gli occhi sono coperti da una doppia notte" al posto di "entrambi gli occhi sono coperti dalla notte")

(Catullo, Carme 51, 11-12)
stolidaeque cupidine palmae /in sua fata ruit ("e per il desiderio di un'insensata gloria / corre verso la sua rovina" in luogo di "per un desiderio insensato di gloria / corre verso la sua rovina")
(Ovidio, Le Metamorfosi, libro VI , 50-51)
"Sorgon le dive / membra da l'egro talamo" (dove "egro" (malato) dovrebbe logicamente riferirsi a "membra", non a "talamo")
(Ugo Foscolo, All'amica risanata, vv. 7-8)
"la pronta serratura, i tardi appunti / che non potranno leggere i miei scarsi giorni" (la serratura è bene congegnata e si lascia aprire dal veloce movimento della mano; gli appunti sono scritti da un anziano ed è ormai la vita del vecchio a scarseggiare di giorni)
(Jorge Luis Borges, Le cose da Elogio dell'ombra, vv. 2-3. Traduzione dallo spagnolo di Francesco Tentori Montalto)
..."di foglie un cader fragile" (dove "fragile" dovrebbe riferirsi a "foglie" e non a "cader")
(Giovanni Pascoli, da  Myricae, novembre v. 11)